# Ornithomya biloba
Ornithomya biloba is een vliegensoort uit de familie van de luisvliegen (Hippoboscidae). De wetenschappelijke naam van de soort is voor het eerst geldig gepubliceerd in 1827 door Dufour.